# Berliner Stadtbibliothek

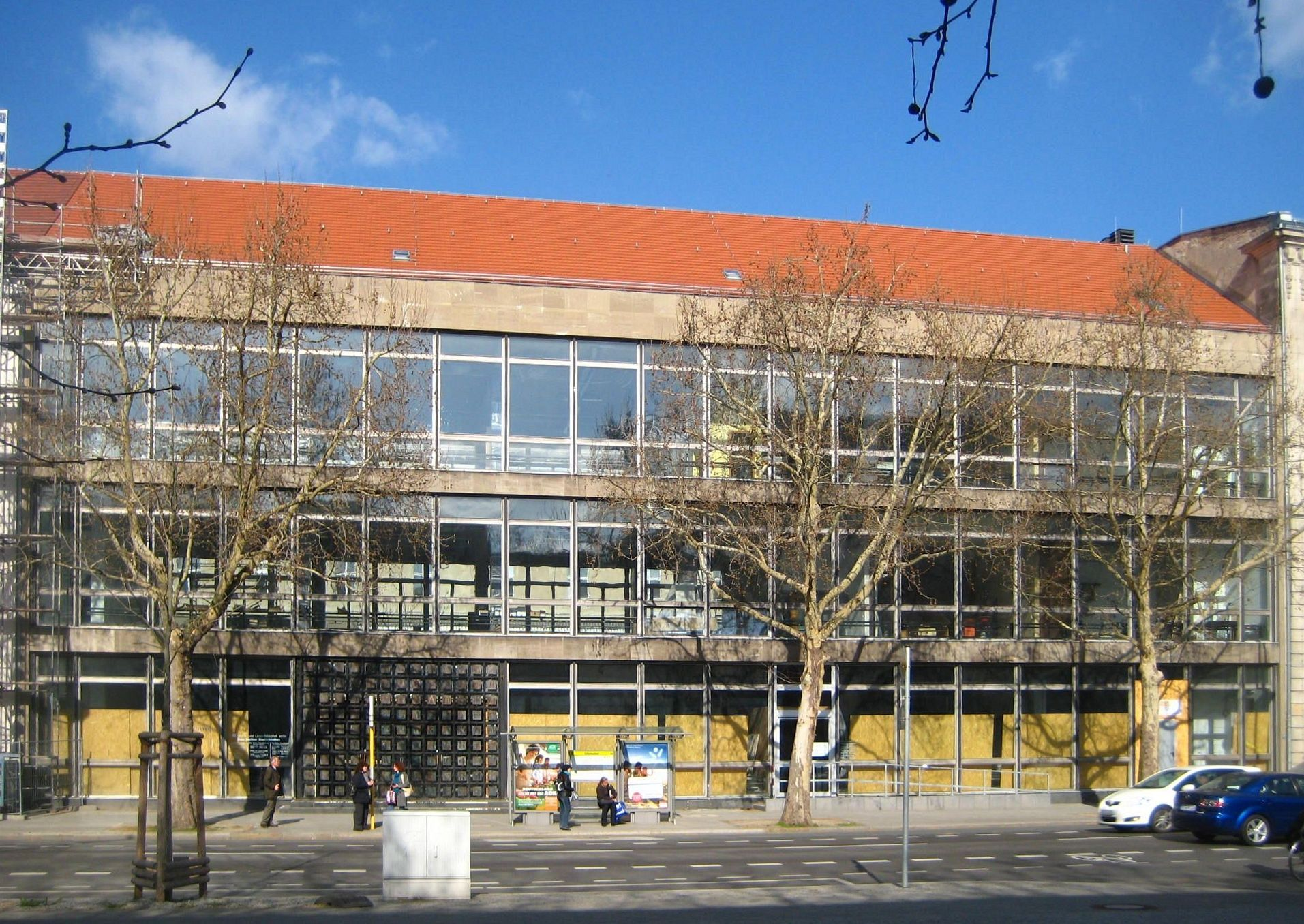
Noua clădire a bibliotecii orașului Berlin de pe Breiten Straße

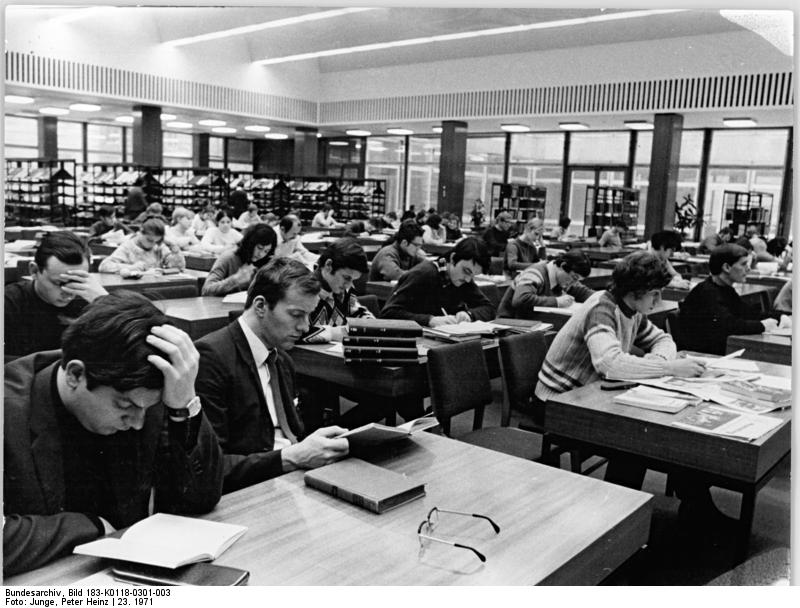
Sala de lectură (martie 1971)

Biblioteca municipală din Berlin (în germană Berliner Stadtbibliothek) a fost înființată pe 6 iunie 1901, prin decizia Consiliului local al orașului Berlin. Ea face parte, începând cu 1 aprilie 1996, din Biblioteca Centrală și Regională Berlin. Este situată pe Breiten Straße nr. 30-36 în districtul Berlin-Centru.

## Istoric
Biblioteca orașului Berlin a fost deschisă la 15 octombrie 1907 pe Zimmerstraße nr. 90-91. Inventarul instituției era format din 90.000 de volume, provenit în mare măsură din donații. Stocurile au fost publicate integral în cataloage tipărite. Biblioteca orașului a făcut parte din sistemul de biblioteci înființat din 1850 din bibliotecile publice orășenești (denumite după 1918 biblioteci publice) care au existat în zona orașului vechi până la promulgarea Legii Marelui Berlin din 1920. Biblioteca orașului oferea o serie de servicii la nivel central pentru aceste biblioteci publice (achiziționare de cărți și alte materiale, întreținere a stocului, legătorie, formarea personalului și a funcționarilor superiori, catalogare etc.).
Pe 7 septembrie 1926 Consiliul local a decis să transfere responsabilitatea pentru bibliotecile din zona orașului vechi de la biblioteca orașului către birourile districtuale ale celor șase districte (I. Centru, II Tiergarten, III. Wedding, IV. Prenzlauer Berg, V. Friedrichshain și VI. Kreuzberg). Începând din 9 noiembrie 1926 s-a format câte o bibliotecă orășenească în fiecare dintre aceste districte, ce au alcătuit așa-numitul sistem de biblioteci, după cum se întâmplase în noile districte ale orașului, ce fuseseră încorporate din 1920.
În 26 aprilie 1933 bibliotecarii dr. Max Wieser, directorul bibliotecii districtului Spandau, și dr. Wolfgang Engelhard, directorul bibliotecii districtului Köpenick au publicat o listă neagră a cărților și altor materiale considerate nocive. În perioada 1 iulie - 15 august 1933 au fost închise toate bibliotecile orășenești publice pentru a sorta stocul de carte și a elimina materialele interzise. Materialele eliminate au fost adunate în clădirea Neuer Marstall, care a fost folosită din 1921 de biblioteca orășenească.
Războiul a adus mari pierderi în 1943, iar clădirea Marstall a fost aproape complet distrusă de bombe. După război a fost înființat în 1945 un sistem de închiriere temporară. În vara anului 1945 materialele interzise începând din martie 1933, aflate în biblioteca orașului, au fost trimise la cele 43 de biblioteci publice existente din numărul inițial de 106 (1939). În septembrie 1945 mareșalul sovietic Gheorghi Jukov a dispus ca toate materialele național-socialiste și militariste din bibliotecile publice din Berlin să fie eliminate. În martie 1946 s-a stabilit că media stocurilor bibliotecilor orășenești s-a înjumătățit, comparativ cu anul 1939, iar numărul angajaților s-a redus la o treime.
Abia în 1950 stocurile bibliotecii au ajuns la nivelul avut înainte de război (400.000 de volume). Biblioteca orășenească Berlin, care se afla în Berlinul de Est, a adoptat în 1951 sistemul de împrumut interbibliotecar cu bibliotecile publice de stat. După 1952 au început ample activități de editare bibliografică. Astfel, a început să fie publicat de atunci buletinul lunar Bibliographischen Kalenderblätter și s-a realizat o evaluare periodică disponibilă la nivel național. 
După reunificarea Germaniei, Biblioteca orășenească Berlin (anterior în Berlinul de Est) și Amerika-Gedenkbibliothek (anterior în Berlinul de Vest) au fuzionat în 1995 într-o bibliotecă centrală și regională la Berlin (ZLB).

## Stocuri
Stocurile Bibliotecii Centrale și Regionale Berlin sunt împărțite în două clădiri ale bibliotecii. În Biblioteca orășenească Berlin se află materiale din următoarele domenii de interes:
- Biblioteconomie
- Matematică
- Informatică
- Medicină
- Sport
- Știință
- Tehnologie
- Agricultură
- Drept
- Economie
- Istorie
- Centrul pentru studii despre Berlin

## Directori
- 1907: Arend Buchholtz
- 1924: Gottlieb Fritz (1873–1934)
- 1930: Wilhelm Schuster
- 1945: Erich Kürschner (1889–1966)
- 1949: Karl Schulze
- 1951: Heinz Werner (1921–1997)
- 1992: Gabriele Beger (n. 1952)